# Liga ASOBAL de 1997–98
A Liga ASOBAL de 1997–98 foi a oitava edição da Liga ASOBAL como primeira divisão do handebol espanhol. Com 16 equipes participantes o campeão foi o FC Barcelona Handbol.